# Paavali

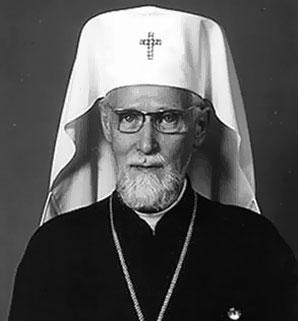
Paavali.

Paavali, borgerligt namn Yrjö Paavali Olmari (till 1919 Georgij Gusev), född 28 augusti 1914 i Sankt Petersburg, död 2 december 1988 i Kuopio, var munk och ärkebiskop inom Ortodoxa kyrkan i Finland. 
Paavali upptogs 1937 i Valamo klosters brödraskap och vigdes följande år till prästmunk, varvid han fick namnet Paavali. Under andra världskriget arbetade han bland annat som fältpräst och organiserade evakueringen av Valamo kloster. Efter kriget var han 1948–1952 tillförordnad kantor i ortodoxa församlingen i Kuopio och biträdande biskop 1955–1960. 
Paavali utsågs 1960 till ärkebiskop för ortodoxa kyrkosamfundet i Finland och arbetade på denna post för att stärka dess ortodoxa identitet med nedtonande av det finländska, men tog samtidigt flera steg i riktning mot autokefali. Under hans tid som ärkebiskop stiftades även den lag som gav samfundet status av folkkyrka i Finland (1969). Han gjorde vidare en insats för förnyandet av den ortodoxa kyrkomusiken. Han var därtill en framstående författare av andlig litteratur, hans ortodoxa katekes Miten uskomme (1955) som översatts till ett tiotal språk utkom 1982 i svensk översättning (Vår tro). Han blev teologie hedersdoktor 1967 och 1978.

## Utmärkelser
- Kommendörstecknet av I klass av Finlands Vita Ros’ orden,  6 december 1964[1]
- Storkorset av Finlands Lejons orden,  6 december 1979[2]
- Första graden av Apostlalika storhertigen Vladimirs orden[3]
- Storkors av Fenixorden[3]
- Militärens förtjänstmedalj[3]
- Frihetskorsets 4. klass[3]
- Storkors av Heliga Lammets orden[4]
- Vinterkrigets minnesmedalj[5]
- Sankt Maria Magdalenas orden, första klassen[3]

[Redigera Wikidata]